# تقنية سامسونج وتوشيبا للتخزين

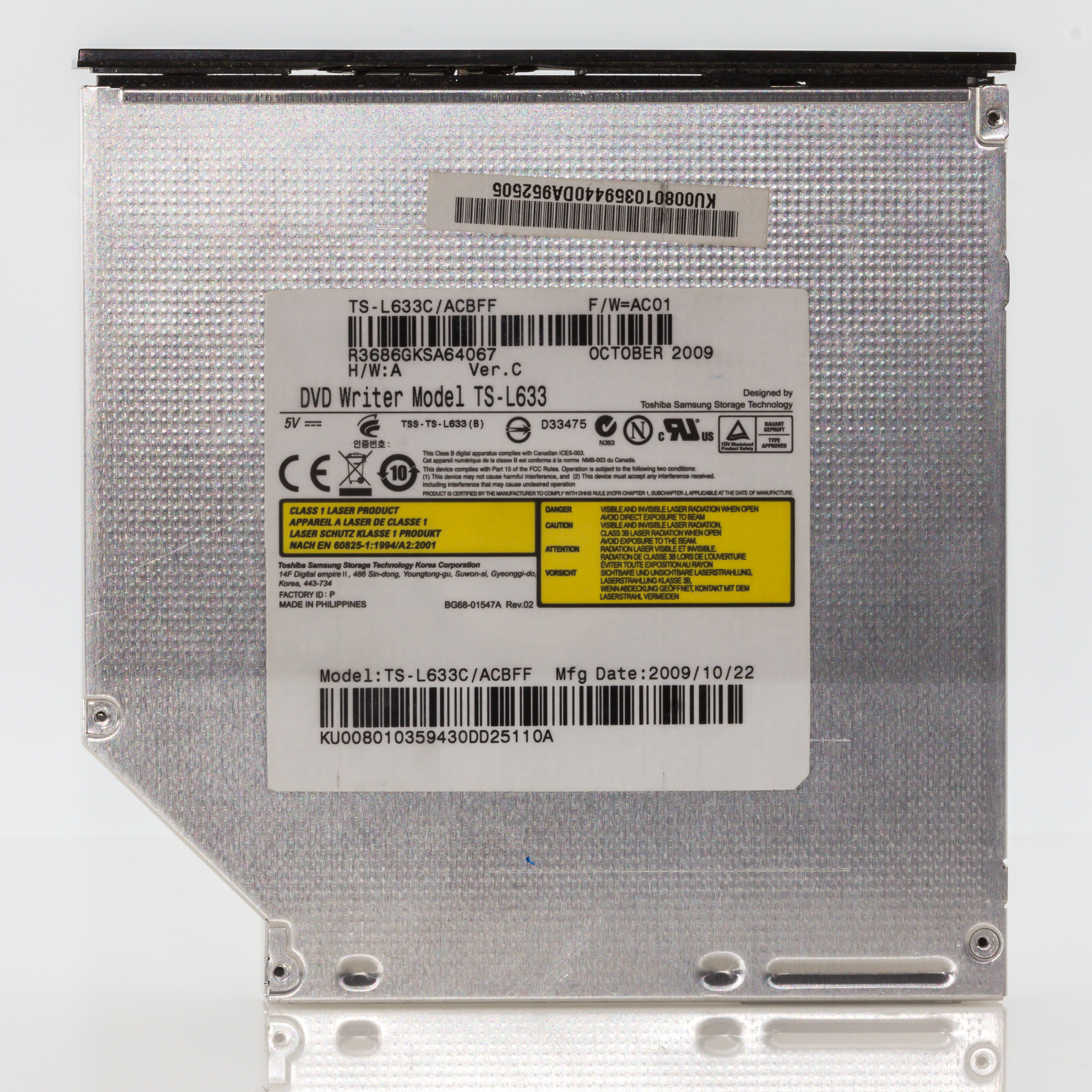

تقنية سامسونج وتوشيبا للتخزين (بالإنجليزية: Toshiba Samsung Storage Technology)‏ (وتُختصر: TSST) شركة مشتركة دوليًّا بين سامسونج للإلكترونيات (كوريا الجنوبية) وتوشيبا (اليابان)؛ تمتلك توشيبا 51٪ من أسهمه بينما تمتلك سامسونج 49٪، تتخصص الشركة بتصنيع الأقراص الضوئية. تأسست الشركة عام 2004
مقر الشركة الرئيسي في شيباورا في طوكيو في اليابان وهيروشي سوزوكي هو رئيسها، ويوجد فرع لها في سوون في كوريا الجنوبية
الشركة في اليابان وفي كوريا الجنوبية يستخدمان نظامًا إداريًّا فرديًّا